# Uppendahl-Prisma

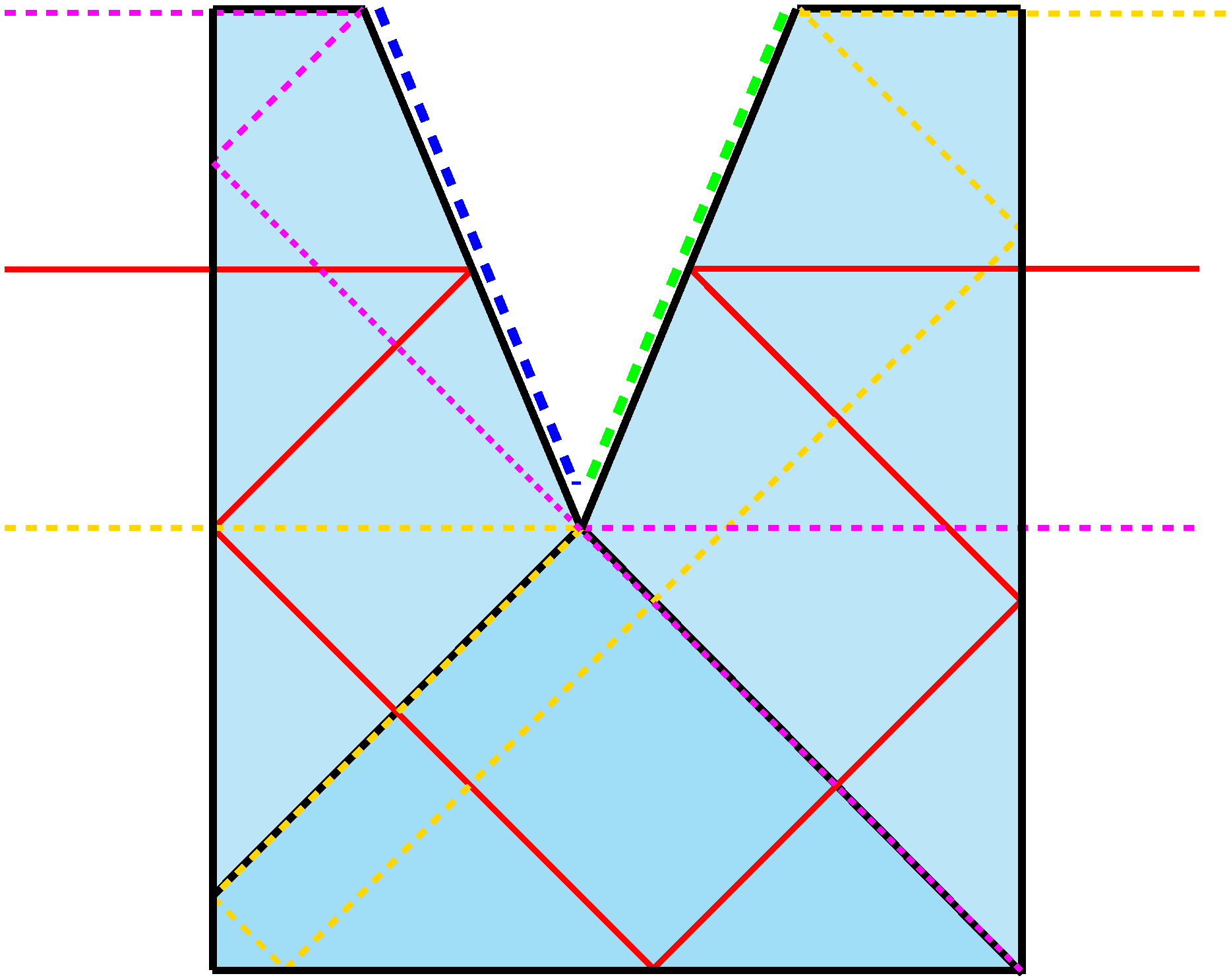
Strahlengang im Uppendahl-Prisma (Aufsicht); Hauptstrahl (rot) und Randstrahlen (magenta/gelb), Verspiegelung (blau), Dachkante (grün).

Ein Uppendahl-Prisma ist ein Umkehrprisma, das heißt ein spezielles Reflexionsprisma, das verwendet wird, um ein Bild zu invertieren (Drehung um 180°). Das Umkehrsystem besteht aus drei miteinander verkitteten Teilprismen aus optischem Glas mit hohem Brechungsindex und wird sowohl in der Mikroskopie als auch in der Fernglastechnik, etwa in der Trinovid-Serie des Herstellers Leica, eingesetzt.

## Funktionsweise
Auf seinem Weg durch das Prisma wird das Strahlenbündel (rot) zunächst an einer Fläche reflektiert, die entweder mit einem metallischen oder einem dielektrischen Belag beschichtet ist. Die übrigen Reflexionen des Strahlenbündels erfolgen mittels verlustfreier Totalreflexion. Um eine vollständige Bildumkehr zu erreichen, ist eine Dachkante in das dritte Teilprisma geschliffen (grün). Ferner verlässt der Strahl das Umkehrsystem ohne jeglichen Achsversatz, weshalb das Uppendahl-Prisma zu den Geradsicht-Dachkantprismen gezählt wird.
Ein Vorteil dieses Prismensystems besteht darin, dass der Lichtstrahl lediglich zwei Übergänge zwischen Luft und Glas passiert, was die Verluste in Form Fresnelscher Reflexionen minimiert. Um eine maximale Transmission zu erzielen, wird das Prisma an der Einfalls- und der Austrittsfläche jeweils mit einer Antireflexbeschichtung versehen. Ferner werden eine dielektrische Verspiegelung hoher Güte sowie Phasenkorrekturbeläge auf beiden Dachflächen verwendet. Die relativ starke Auffaltung des Strahlengangs im Uppendahl-Prisma, die lediglich von dem Schmidt-Pechan-Prisma noch übertroffen wird, unterstützt die Konstruktion kompakter optischer Instrumente mit kurzen Baulängen.